# Heinrich Messner
Heinrich Messner (Obernberg am Brenner, Austria; 1 de septiembre de 1939-19 de octubre de 2023) fue un esquiador alpino austriaco.

## Carrera
A nivel nacional ganó cinco títulos, tres de los cuales fueron en la modalidad de eslalon desde su debut en 1967 con el equipo Sportverein Tirol. Participó en tres ediciones de los Juegos Olímpicos de Invierno, donde ganó dos medallas de bronce, y también ganó tres medallas de bronce en las copas del mundo.
Se retiró en 1972 para ser el entrenador de la selección femenil de esquí de Austria, función que alternaría con la de su escuela de esquí, el servicio de renta de esquí y el complejo para practicar esquí en Steinach am Brenner.

## Títulos nacionales
- Downhill: 1961
- Eslalon Gigante: 1967
- Eslalon: 1964, 1965, 1967

## Resultados en la Copa Mundial
| Evento          | 1° | 2° | 3° |
| --------------- | -- | -- | -- |
| Eslalon         | 1  | 2  | 1  |
| Eslalon Gigante | 0  | 0  | 2  |
| Downhill        | 0  | 7  | 3  |